# Batalla de los Cuernos de Hama
La batalla de los Cuernos de Hama o batalla de Hama, (en árabe: Qurun Hama‎,  13 de abril de 1175; 19 de Ramadán de 570) fue una victoria ayubí sobre los zanguíes que dejó a Saladino en control de Damasco, Baalbek y Homs.
Gökböri comandó el ala derecha del ejército zanguí, sobrepasando el flanco de Saladino antes de ser rechazado por una carga de la guardia personal de Saladino. A pesar de que ambos ejércitos sumaban más de 20 000 hombres, Saladino obtuvo una victoria casi sin bajas a causa del efecto psicológico de la llegada de sus refuerzos desde Egipto.
Tras la batalla, Saladino inicialmente nombró a los herederos zanguíes como gobernadores de los territorios que legítimamente les correspondían: Muhammad ibn Shirkuh en Homs, Palmira y al-Rahba; Shihab al-Din al-Harimi en Hama y Ibn al-Muqaddam en Baalbek. Gökböri desertó en 1182. Una vez consolidado su poder, fueron depuestos en favor de miembros de su propia dinastía.
El 6 de mayo de 1175, los adversarios de Saladino apalabraron un tratado que reconocía su gobierno sobre Siria con la excepción de Alepo. Saladino pidió que el califa abasí reconociera su derecho a la totalidad del reino de Nur ad-Din pero fue solo reconocido como sultán de las tierras que había conquistado y animado a atacar los Cruzados en Jerusalén.